# Pizzo Uccello
Il Pizzo Uccello (2.724 m s.l.m. - in tedesco Vogelhorn) è una montagna delle Alpi dell'Adula nelle Alpi Lepontine.

## Descrizione
Si trova in Svizzera (Canton Grigioni). La montagna fa parte della Catena Mesolcina ed è collocata subito ad oriente del Passo del San Bernardino e della Val Mesolcina. Si distinguono la "Cima Nord" (2.724 m s.l.m.) e la "Cima Sud" (2.718 m s.l.m.). Si può salire sulla vetta partendo dal Passo del San Bernardino.